# Platanthera iinumae
Platanthera iinumae là một loài thực vật có hoa trong họ Lan. Loài này được Makino miêu tả khoa học đầu tiên năm 1902.